# Alberto Korda
Pour les articles homonymes, voir Korda.
Alberto Díaz Gutiérrez, plus connu sous le nom d'Alberto Korda (La Havane, 14 septembre 1928 - Paris 7e, 25 mai 2001), est un photographe cubain renommé pour son cliché mondialement connu de Che Guevara, le Guerrillero Heroico.

## Biographie
Alberto Korda, fils d'un cheminot, est né à La Havane. Il eut de nombreux petits emplois avant de devenir un photographe assistant pour des raisons inhabituelles. En effet, il confia que sa « principale motivation était de rencontrer des femmes »[réf. nécessaire]. Il atteignit par ailleurs son objectif dans la mesure où sa première femme, Natalia Menendez, devint la première top-model cubaine.
Il achète un appareil photo dans un mont-de-piété.
Il commente ainsi ses débuts : « Mes débuts dans la photographie ressemblent un peu à un roman à l'eau de rose parce qu'ils furent placés sous le signe de l'amour. J'avais 16 ans et naturellement j'étais amoureux. J'ai pris ces photos de Yolanda, ma première fiancée est mon premier modèle, avec un Kodak 35. »
C'est dans les années 1950, alors qu'il ouvre un studio avec un autre photographe, qu'il se fait appeler Korda. « J'avais une grande admiration pour les cinéastes hongrois Zoltan et Alexandre, c'est vrai, mais j'ai surtout adopté ce nom en raison de son affinité phonétique avec Kodak, la marque la plus réputée à l'époque. »
Il acquiert une renommée internationale en utilisant la lumière naturelle pour réaliser des photos de mode et de modèles.
Après la révolution cubaine, Korda devint le photographe personnel de Fidel Castro pendant dix ans. Il pratiqua alors également la photographie sous-marine. Une exposition au Japon, en 1978, stimula l'intérêt mondial pour son travail.
Il apparaît brièvement dans le Buena Vista Social Club de Wim Wenders, en 1999, sans être crédité au générique. Alberto Korda succombe à une crise cardiaque à Paris, en 2001, tandis qu'il présentait une exposition de son œuvre. Il est enterré au Colon Cemetery de La Havane. En 2005, quatre ans après sa mort, un documentaire intitulé Kordavision et réalisé par Hector Cruz Sandoval lui est entièrement consacré.

## La photo du Che

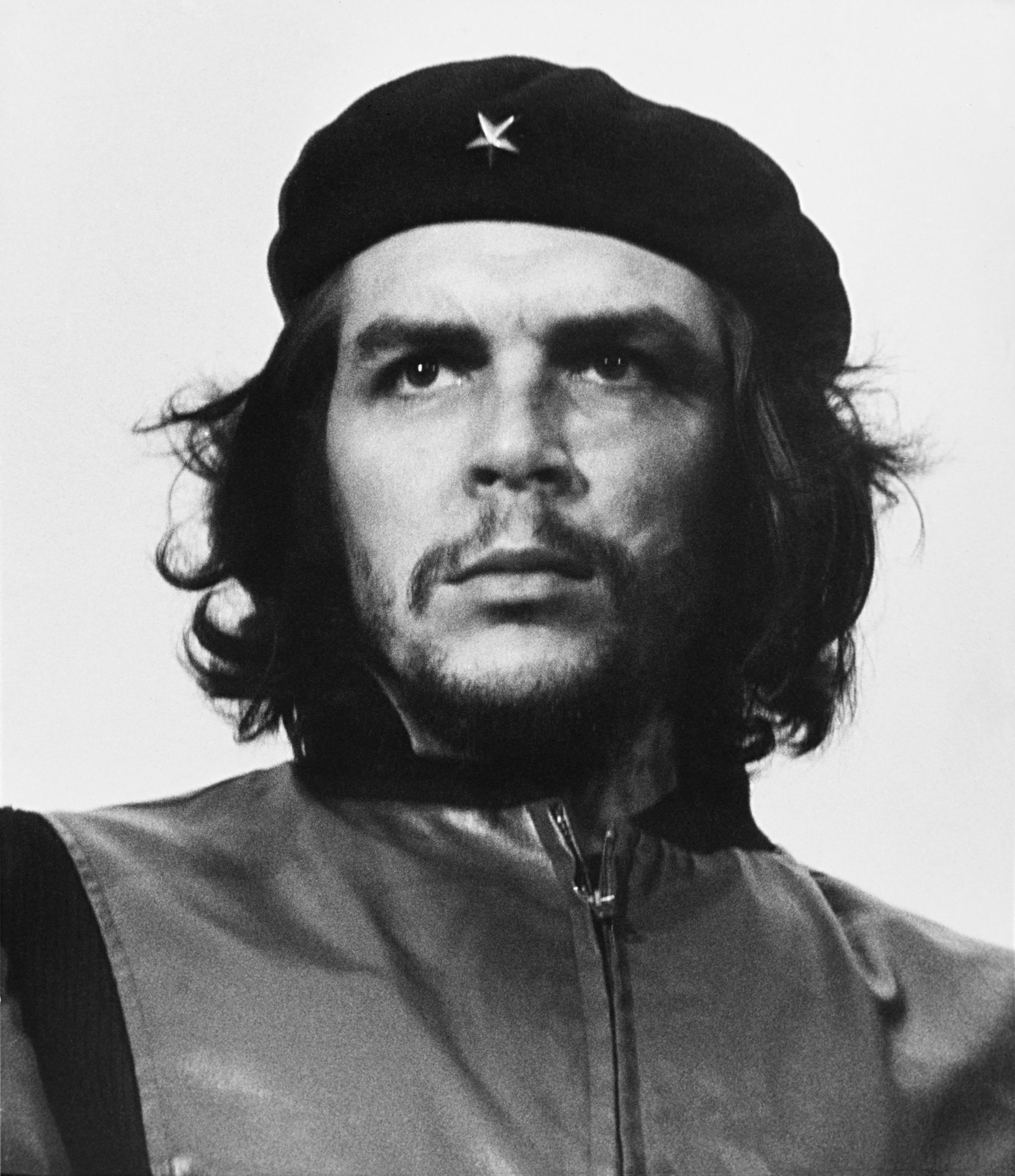
La photo Guerrillero Heroico de Korda.

Il était photographe pour le journal cubain Revolución le 5 mars 1960 quand il prit le fameux cliché lors des funérailles des victimes du sabotage du bateau La Coubre.
Korda raconta ainsi l'instant historique :
« Je me trouvais à quelque dix-huit mètres de la tribune où Fidel prononçait un discours et je tenais à la main un appareil muni d'un court téléobjectif de 90 mm, lorsque je vis le Che s'approcher de la balustrade près de laquelle se tenaient Jean-Paul Sartre et Simone de Beauvoir. »
« Moi, je mitraille systématiquement tous ceux qui entourent Fidel. J'ai l'œil vissé sur le viseur de mon vieux Leica. Soudain surgit du fond de la tribune, dans un espace vide, le Che. Il a une expression farouche. Quand il est apparu, au bout de mon objectif de 90 mm, j'ai eu presque peur en voyant la rage qu'il exprimait. Il était peut-être ému, furieux, je ne sais pas. J'ai appuyé aussitôt sur le déclic, presque par réflexe. Et j'ai « doublé » la prise mais, comme toujours, c'est la première qui était la meilleure. Il n'est resté que quelques instants et je n'ai pris que ces deux uniques photos. Elles ne sont d'ailleurs pas d'une netteté extraordinaire parce que je n'ai pas eu le temps de faire une bonne mise au point. »
Dès qu'il développe la photo en arrivant au journal, Korda pense que c'est une bonne photo : « On sent dans son regard une grande colère concentrée, une force extraordinaire dans son expression. » Cependant Revolución ne la publie pas jusqu'en février 1961.
C'est pendant l'été 1967 que l'éditeur italien Giangiacomo Feltrinelli débarque dans le studio de Korda. Il cherche des photos du Che et Korda lui remet la fameuse photo.
« En octobre le Che meurt et Feltrinelli imprime ma photo sur une affiche de un mètre sur 70 centimètres. On dit qu'il vendit un million d'exemplaires en six mois. »
C'est ensuite cette photo qui est reprise dans les manifestations, les affiches, pour illustrer la plupart des publications.
Il n'a jamais reçu aucun droit d'auteur pour cette photographie, bien qu'il ait poursuivi en 2000 la marque Smirnoff pour avoir utilisé le cliché dans une publicité. Commentant l'utilisation illicite de sa photographie, l'artiste déclara : « En tant que partisan des idéaux pour lesquels Che Guevara est mort, je ne suis pas opposé à sa reproduction [celle de la photographie] par ceux qui souhaitent propager sa mémoire et la cause de la justice sociale à travers le monde, mais je suis catégoriquement contre l'exploitation de l'image du Che pour la promotion de produits comme l'alcool, ou pour tout autre objet qui dénigre la réputation du Che. » À ce titre, on peut citer la campagne publicitaire de 2003 « Magnum Cherry Guevara » (du groupe Unilever) où on pouvait trouver le « Cherry Guevara » : une crème glacée à la vanille, enrobée dans du chocolat avec un coulis de cerises. Sur l'emballage de la crème glacée, il apparaissait cette déclaration solennelle : « La lutte révolutionnaire des cerises a été écrasée et coincée entre deux couches de chocolat. Puisse leur souvenir vivre dans votre bouche ». Dans l'affaire de la vodka Smirnoff, il remporta le procès et eut un dédommagement de 50 000 $ qu'il reversa au système médical cubain. Il dit : « Si le Che était encore vivant, il aurait fait la même chose. »
Adoptant un comportement différent, la fille d'Alberto Korda a entamé plusieurs procès pour faire prévaloir ses droits sur la photographie. Le 21 mai 2010, la cour d'appel de Paris a décidé que celle-ci était protégée. La reproduction du portrait de Che Guevara sur une fresque d'un bar-restaurant de cuisine sud-américaine débouche donc sur une condamnation de 22 500 euros au profit de la fille du photographe.
En septembre 2016, l'appareil Leica ayant probablement servi à photographier le Che est adjugé 18 100 euros sur le site d'enchères expertisées Catawiki.

## Polémique
Juan Vivès, ancien agent des services secrets cubain et aujourd'hui opposant au régime castriste, a déclaré à plusieurs reprises être l'auteur, âgé alors de seize ans, de la photo le 5 mars 1960. Alberto Korda n'aurait fait que retoucher la photo pour « l'isoler des autres personnages et de contraster au maximum les traits de l'Argentin », pour lui donner l'aspect qu'on lui connaît aujourd'hui.
Korda aurait même envoyé une lettre à Vivès pour s'excuser de s'approprier la photo, à la demande du régime castriste. Le régime ne voyant pas d'un bon œil que l'une des photos emblématiques de la révolution cubaine ait été réalisée par un opposant politique.
Cependant pour le biographe du Che, Pierre Kalfon, il est probable que Juan Vivès soit un affabulateur car il n'apporte aucun élément de preuve de ce qu'il avance alors que Korda a montré le rouleau de pellicule comprenant le cliché historique,.
La thèse de Juan Vivès semble d'autant plus sujette à caution qu'il ne peut produire la prétendue lettre d'excuses de Korda, disant l'avoir jetée. De plus, celui-ci est coutumier des allégations douteuses. En effet, il prétend également que Salvador Allende a été assassiné par un agent cubain ou « que l’armée cubaine aurait organisé l’exode forcé de milliers d’enfants du Sahara occidental pour les livrer à la prostitution ».
Par jugement du 24 septembre 2008, le tribunal de grande instance de Paris a reconnu la qualité de Korda en tant qu'auteur de ce cliché, tel qu'il a été défendu par maître Randy Yaloz. En effet, le tribunal a rejeté la thèse de Juan Vivès et a condamné la revue Marianne à des dommages et intérêts pour atteinte au droit de paternité de Korda.